# Рудолф Мьосбауер
Рудолф Лудвиг Мьосбауер (на немски: Rudolf Ludwig Mössbauer) е германски физик, носител на Нобелова награда за физика за 1961 година заедно с американеца Роберт Хофщетер за откритието на ефекта на Мьосбауер.

## Биография
Роден е на 31 януари 1929 година в Мюнхен, Германия. През 1955 година постъпва като аспирант в Института „Макс Планк“ в Хайделберг, където защитава дисертация на тема „Изследване на резонансното поглъщане на гама-кванти“ през 1958.
Умира на 14 септември 2011 година в Грюнвалд, Германия.